# Ceratodon
Ceratodon es un género de musgos perteneciente a la familia Archidiaceae. Comprende 82 especies descritas y de estas, solo 17 aceptadas.

## Taxonomía
El género fue descrito por Irénée Thériot y publicado en Fragmenta Floristica et Geobotanica 41: 478. 1996.

## Especies aceptadas
A continuación se brinda un listado de las especies del género Ceratodon aceptadas hasta febrero de 2015, ordenadas alfabéticamente. Para cada una se indica el nombre binomial seguido del autor, abreviado según las convenciones y usos.
- Ceratodon bryophilus Besch.
- Ceratodon cedricola J.J. Amann
- Ceratodon chilensis (Mont.) Paris
- Ceratodon chloropus (Brid.) Brid.
- Ceratodon corniculatus (Wahlenb.) Fürnr.
- Ceratodon corralensis (Lorentz) A. Jaeger
- Ceratodon cylindricus (Hedw.) Fürnr.
- Ceratodon flavisetus (Limpr.) Müll. Hal.
- Ceratodon graefii Schlieph.
- Ceratodon heterophyllus Kindb.
- Ceratodon inclinatus (Hedw.) Huebener
- Ceratodon microcarpus Müll. Hal.
- Ceratodon mollis J.J. Amann	Unresolved
- Ceratodon novo-granatensis Hampe
- Ceratodon purpureus (Hedw.) Brid.
- Ceratodon semilunaris Müll. Hal.
- Ceratodon stenocarpus Bruch & Schimp.
- Ceratodon viridatus (Müll. Hal.) Broth.
- Ceratodon xanthocarpus (Schimp. ex Müll. Hal.) A. Jaeger